# Desastre minero de Kostenko
En la mañana del 28 de octubre de 2023, se inició un incendio en la mina Kostenko en la región de Karaganda en Kazajstán. El incendio mató a 46 mineros.  El incendio fue probablemente causado por una explosión de gas metano bajo tierra. El presidente de Kazajstán, Kassym-Jomart Tokayev, ordenó el cese de todas las inversiones con la empresa ArcelorMittal Temirtau, propietaria de la mina, y el 29 de octubre fue declarado día de luto nacional en Kazajstán.

## Incendio

### 28 de octubre
A las 02:33 ALMT en la mina Kostenko, se produjo un incendio en un nivel ubicado a unos 700 metros (2300 pies) de profundidad. En el momento del incidente, 252 personas se encontraban en la mina, 205 de las cuales fueron sacadas a la superficie.d.  18 personas recibieron asistencia médica. Inicialmente se encontraron cuatro cadáveres y posteriormente se descubrieron tres más. 15 de los heridos sufrieron intoxicación por monóxido de carbono.
A las 14:00 horas se encontraron los cadáveres de 22 mineros. Un servicio de rescate militar profesional ayudó con las operaciones de rescate de emergencia. A las 16:00 horas el número de muertos había aumentado a 32 personas. Más tarde esa misma noche, en una reunión informativa en Karaganda, se dijo que las 13 personas que aún no habían sido encontradas tenían pocas posibilidades de sobrevivir y que el incendio de un horno de carbón provocó el desastre. El elevado número de muertos fue el resultado de una posterior explosión de gas. A las 19:00 horas el incendio se había extinguido y la mina estaba segura para los trabajos de rescate. El mal estado de los cuerpos recuperados hacía difícil identificarlos.

### 29 de octubre
Por la mañana, los rescatistas encontraron cuatro cadáveres más, con lo que el número de muertos llegó a 36.  Veintinueve cadáveres fueron sacados a la superficie, dejando a 11 personas aún desaparecidas. A las 14:00 horas, el número de mineros muertos ascendía a 38 personas. Nueve personas seguían desaparecidas de la mina. A las 15:00 horas, se habían encontrado los cuerpos de 42 mineros y continuaba la búsqueda de cuatro mineros. A las 17:00 horas, el número encontrado había llegado a 45. Un minero sigue desaparecido y se presume muerto.

### 30 de octubre
Según la agencia de noticias HOLA, en la mina de carbón se encontró el 46.º y último cuerpo desaparecido de un minero, se realizarán pruebas de ADN para determinar la identidad de los mineros fallecidos.

## Consecuencias
Se creó una comisión gubernamental para determinar las causas del desastre. La Fiscalía General de Kazajstán abrió una causa penal por el incidente en virtud de la parte 3 del artículo 277 del Código Penal de Kazajstán (violación de las normas de seguridad durante los trabajos de minería o construcción). El presidente Tokayev visitó la mina y ordenó la terminación de todas las inversiones con la empresa, y el 29 de octubre fue declarado día de luto nacional en el país. Los derechos de propiedad de ArcelorMittal Temirtau iban a ser transferidos al gobierno. Según el sitio web oficial del Primer Ministro, 20 mineros heridos se encuentran actualmente bajo el cuidado del profesor H.J. y "reciben el tratamiento necesario" en el hospital multidisciplinario que lleva el nombre de Makazhanov.
Según datos publicados por el departamento de salud regional de Karagandá el 29 de octubre, 28 personas fueron llevadas al hospital, 20 personas envenenadas con gas sufrieron heridas leves y moderadas, un paciente con diversas lesiones se encuentra en la unidad de cuidados intensivos en condición estable, una persona está En traumatología, el estado es moderado, dos mineros del centro Shakhtinsky están ingresados en el hospital, el estado es moderado y cuatro personas fueron enviadas a tratamiento ambulatorio. Según el Ministerio de Emergencias publicado a las 15:21, se encontraron los cadáveres de 42 personas y aún se busca a cuatro personas.
Los familiares de las víctimas del desastre se quejaron de la lentitud de la búsqueda, y el representante de los servicios de emergencia explicó que esto se debía a que algunas partes de la mina estaban inundadas, por lo que la búsqueda era difícil.